# Baba Sehgal
Baba Sehgal (n. en Lucknow) es un icono en el mundo del rap indio, que fue muy famoso en la mitad de los años noventa. Fue el primer rapero indio que difundió la música indipop. Publicó más de 22 discos. Entre sus hits más populares están Thanda thanda paani, Manjula y Dil dhadke. Ha sacado más álbumes, pero en ninguno de ellos ha alcanzado ese nivel comercial.

## Discografía
- Dilruba
- Alibaba
- Thanda Thanda Pani
- Double Gadbad
- Mai Bhi Madonna
- Dr Dhingra
- Welcome To Mumbai
- Pinga Pinga
- Baba's Cross Connection
- NEPAL'S Rap Rock's

## Baba Sehgal en películas como actor
- My Friend Ganesha 3 (2010)
- Nalaik (2006)
- Double Gadbad (1999)
- Miss 420 (1998)

## TV Series
- Superhit Muqabla... Anchor
- CID
- Yeh Dil Chahe More
- Jugni Chali Jalandhar... Virendra
- Rang Badalti Odhani ....
- Santa Banta Unlimited on ZoomTv
- Maniben.com... cameo

- Datos: Q3595122
- Multimedia: Baba Sehgal / Q3595122